# Ovis orientalis gmelini
Ovis orientalis gmelini (муфлон вірменський) — підвид парнокопитних ссавців виду Муфлон (Ovis orientalis) роду Баран (Ovis) родини Бикові (Bovidae). Інші назви — закавказький гірський баран або вірменський муфлон.

## Поширення
Поширений у гірських районах Вірменського нагір'я і до гір Загрос. Мешкає у Вірменії, можливо, також на крайньому південному заході Азербайджану, на сході Анатолії (Туреччина), в північно-східному кутку Іраку і на північному заході Ірану на схід до Тебрізу і на південь до центральної частини гір Загрос.

## Опис
Висота в холці 70-80 см (28-32 дюйма). Самиці значно менші за самців. Граціозні барани з відносно довгими, вузькими ногами. Загальне забарвлення червонувато-охристе, з вузькими, сірувато-білими плямами. Нижня частина тіла, нижні частини ніг і морда білі. Груди темно-коричнева. Є вузькі коричневі бічні смуги і коричневе забарвлення на фронтальній частині передніх ніг. Взимку внизу шиї і на грудях відростає короткий чорний підвіс. Роги супрацервикальні, закручені назад поверх шиї. У самиць зазвичай є маленькі роги.

## Спосіб життя
Мешкає на відкритих гірських територіях на висотах від середньої до далеких, населяє високогір'я, низинні та гірські степи, кам'янисті напівпустелі, трав'яні схили, альпійські луки. Літній час проводить на високогір'ї, на висоті до 6 000 метрів, біля кордону вічних снігів. Взимку спускається нижче, заходить в долини. Гірські барани живуть дрібними або великими стадами, влітку дорослі самці живуть поодинці або в стадах холостяків. Тривалість життя до 18 років.